# Chiesa di San Vito (Pergine Valsugana)
La chiesa di San Vito, o anche chiesa di San Vito e Santa Lucia, è la parrocchiale di San Vito, frazione di 
Pergine Valsugana in Trentino. Fa parte della zona pastorale Valsugana - Primiero dell'arcidiocesi di Trento e la sua costruzione risale al XIV secolo. Nella sala sono presenti molte opere in legno dello scultore locale Bruno Lunz, scomparso nel 2012.

## Storia

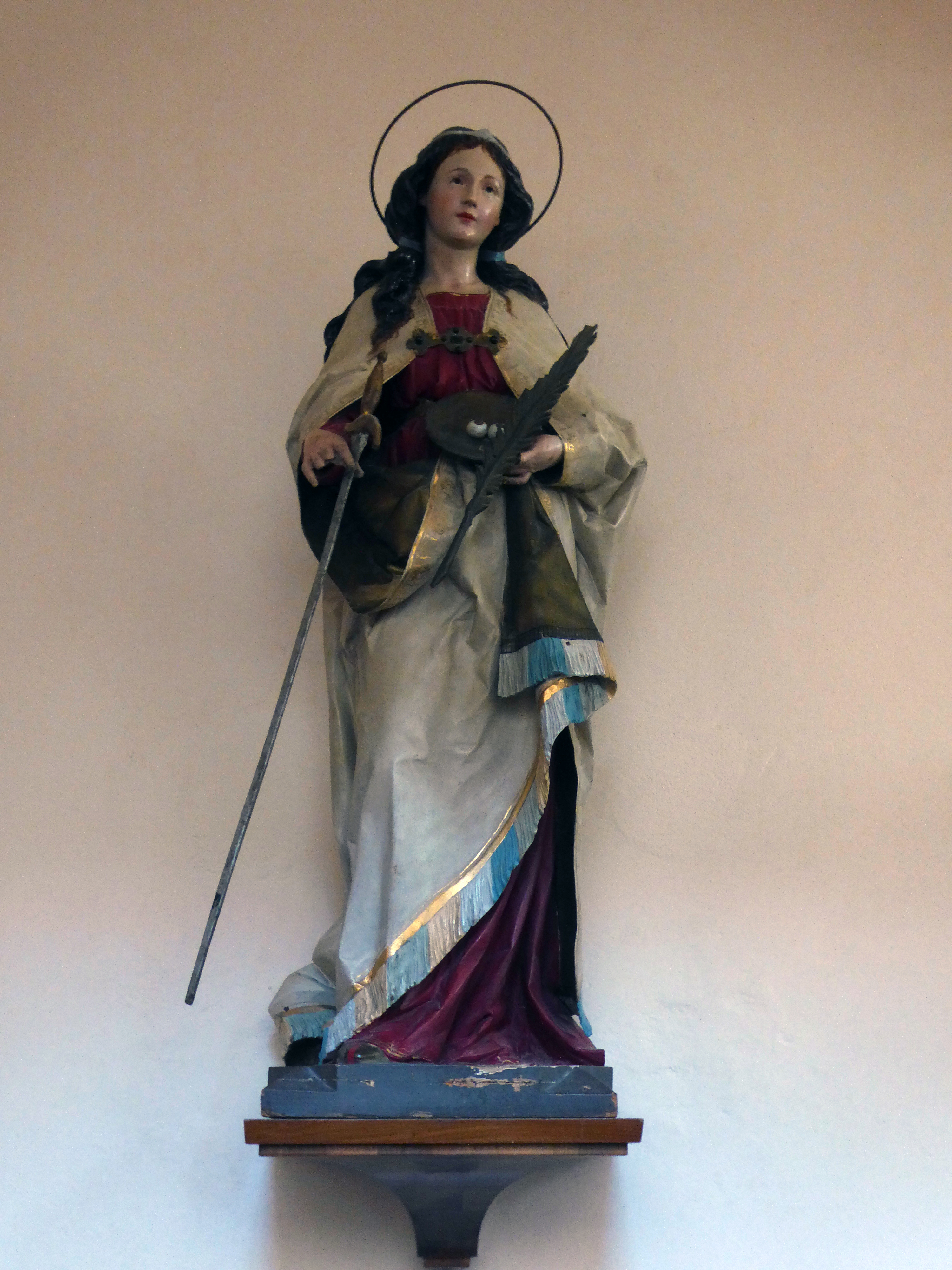
Statua di santa Lucia, a lungo ritenuta copatrona della chiesa.

La prima menzione dell'edificio sacro a San Vito risale ad un documento del 15 giugno 1330.
La chiesa venne completamente riedificata nel 1630 e la solenne consacrazione fu celebrata nel 1633. In quel periodo ebbe la funzione di semplice cappella legata alla pieve di Pergine, la chiesa del Santissimo Redentore ma già nel 1704 venne elevata a dignità di curazia, unita alla chiesa di Santa Caterina, sino al 1810.
Sul finire del XIX secolo la sala venne ampliata e dopo tali lavori venne celebrata, il 9 settembre 1899, una nuova solenne consacrazione.
Durante il primo quarto del XX secolo, ad opera probabilmente di Agostino Aldi, vennero arricchite di decorazioni il presbiterio e l'abside. Nel 1958 l'arcivescovo di Trento Carlo De Ferrari elevò la chiesa di San Vito a dignità parrocchiale.

## Descrizione

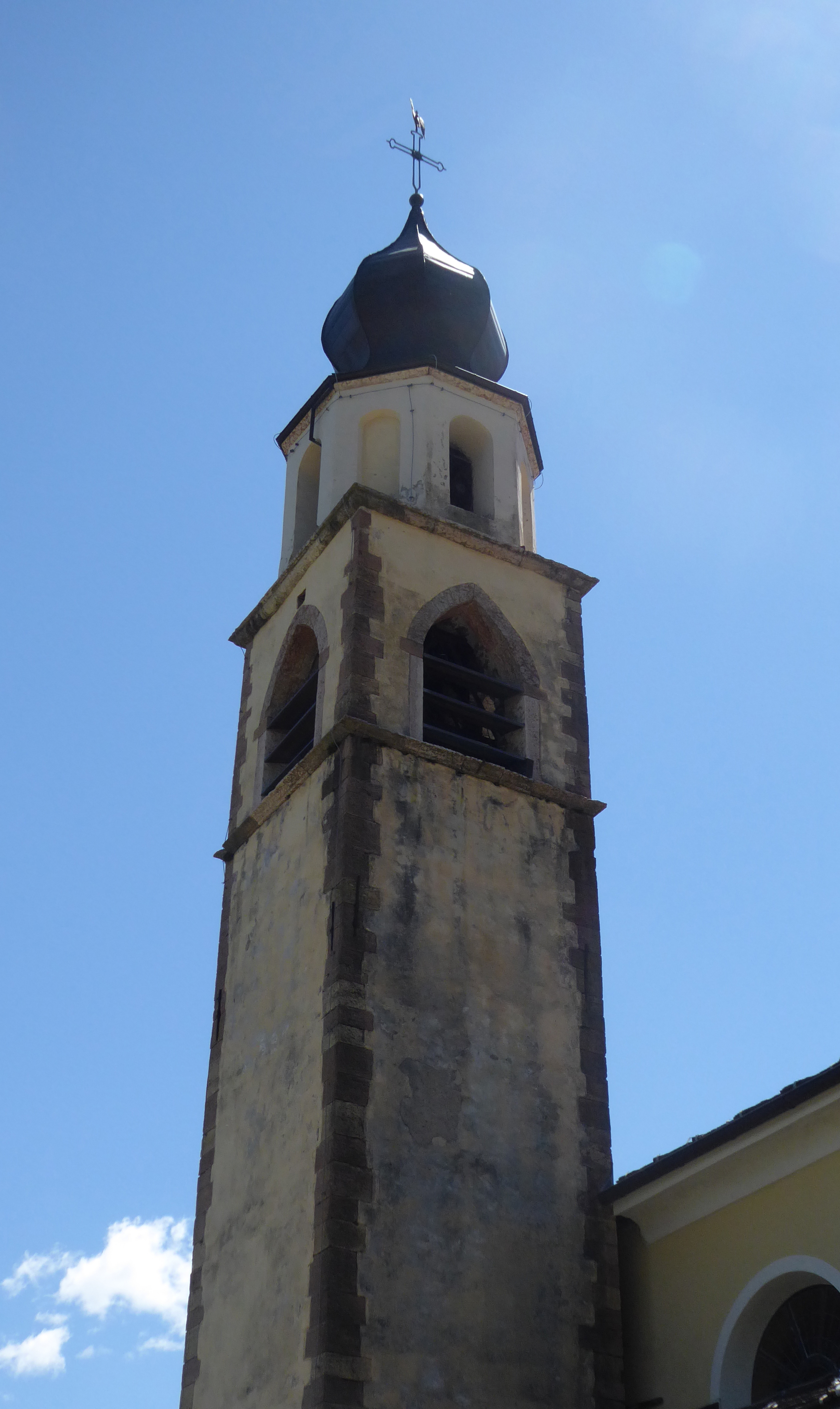
Torre campanaria della chiesa di San Vito

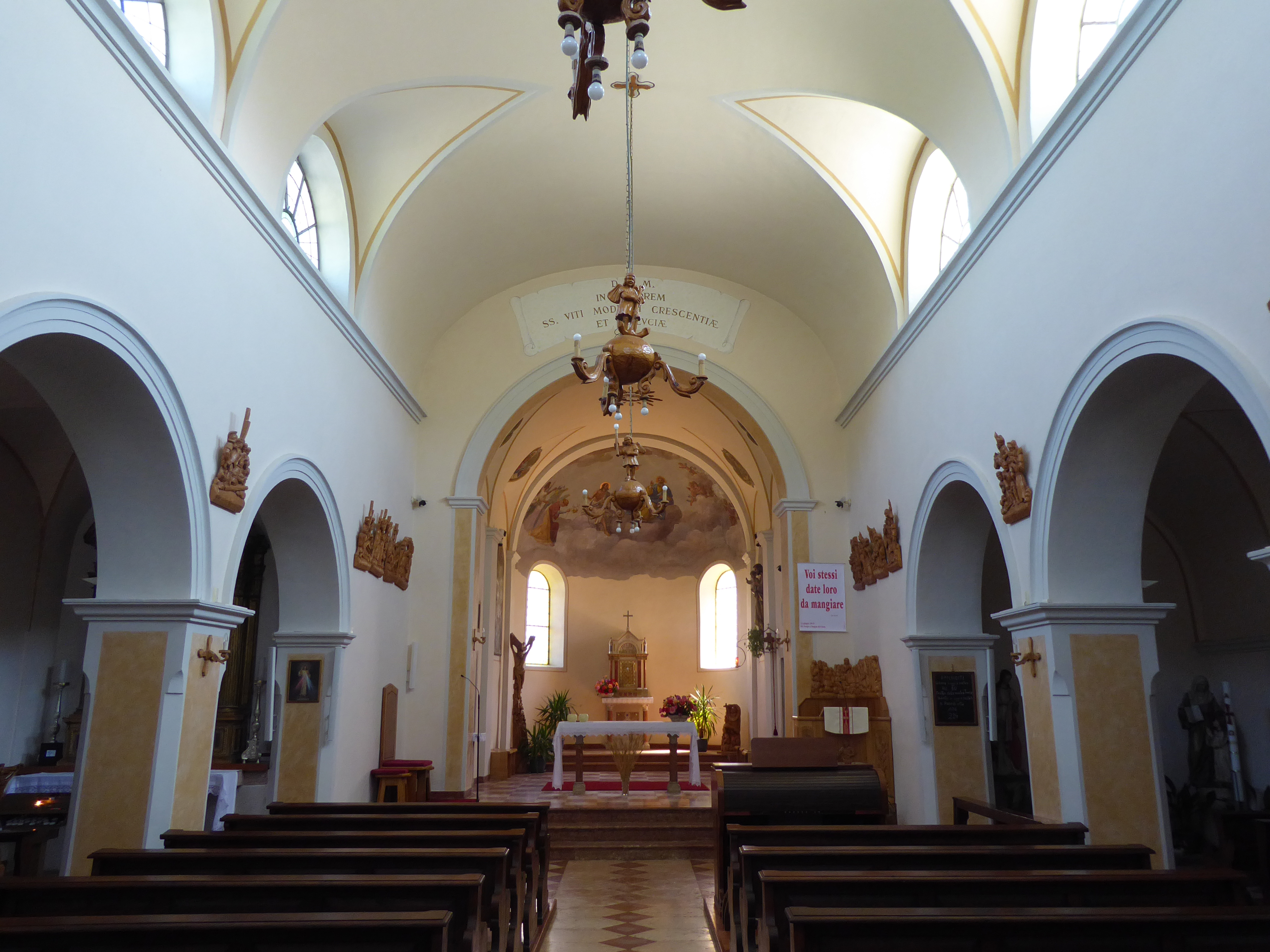
Navata centrale della chiesa

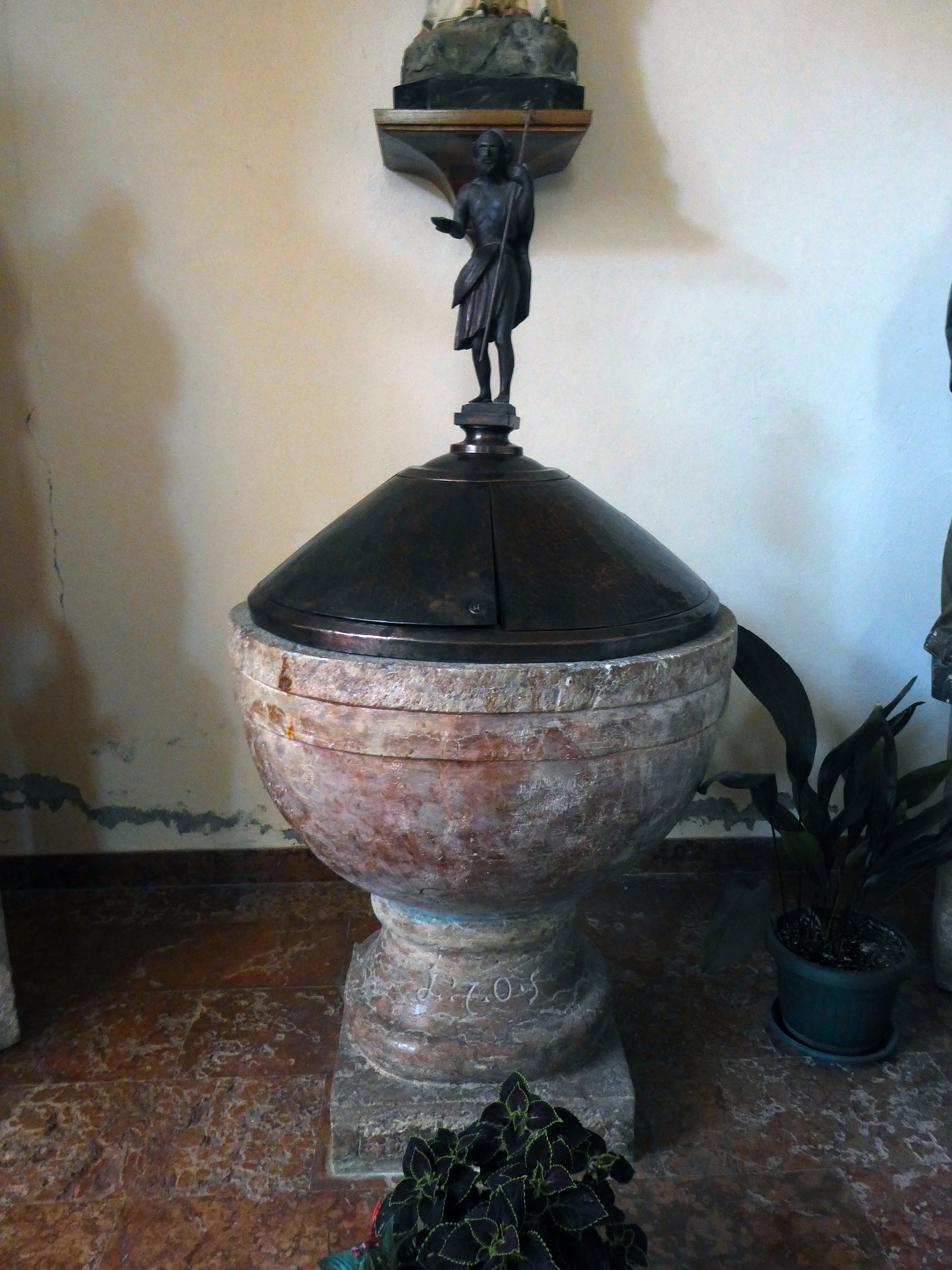
Fonte battesimale in calcare rosso del 1705

L'edificio è orientato verso est e si trova a San Vito. Si trova al limite di un terrazzamento con vista sulla valle e sul lago di Caldonazzo e di fianco è presente il camposanto della comunità. La struttura è stata completamente ricostruita nel 1630 e poi nel 1898 e presenta il prospetto principale tripartito con corpi laterali a salienti. Sulla parte centrale poggia il frontone triangolare e sotto di questo un grande oculo rotondo con il portale d'accesso architravato. Anche i corpi laterali ripetono i motivi della parte centrale. La torre campanaria è posta lateralmente, a sinistra, ha una superficie con intonacatura che lascia maggiormente visibili le pietre della sua struttura rese evidenti nei suoi spigoli laterali, resi con bugne di porfido rosso. La copertura è a cipolla.
L'interno è suddiviso in tre navate, come già suggerisce la facciata esterna. La navata centrale è arricchita da un cornicione che la percorre in tutta la sua lunghezza sopra il quale si trovano sei lunette che illuminano la sala.

### Aspetti artistici e storici
Entrando nella sala, a destra, si trova la pietra tombale di don Giovanni Pallaoro di Susà, curato della chiesa per 19 anni. Sull'altare laterale sinistro pala d'altare lignea dorata del XVII secolo. Sulla destra il grande fonte battesimale in calcare rosso del 1705 e vicino si trova la statua che raffigura Santa Lucia, ritenuta a lungo compatrona della chiesa. Il presbiterio, che è stato aggiornato secondo le disposizioni liturgiche, conserva il portale storico dell'edificio primitivo e la pala seicentesca. Parte dell'arredo in legno come lampadari, ambone e paliotto è stata intagliata dall'artista locale Bruno Lunz.